# Socotra
Socotra o Socotora (en árabe: سقطرة‎, Suquṭrah) es un archipiélago conformado por las islas de Socotra, Abd al Kuri, Samhah y Darsah. Se encuentra entre el mar Arábigo y el golfo de Adén en el océano Índico, frente a las costas del Cuerno de África, a 200 km al este del cabo Guardafui (Somalia) y a unos 350 km al sureste de las costas de Yemen, país al cual pertenece. Se divide en los distritos de Hadibu, que ocupa el centro y el oriente de la isla de Socotra, y el de Qulansiyah wa 'Abd-al-Kūrī, que ocupa su zona occidental y las otras tres islas. Sus habitantes, los socotríes, hablan el idioma socotrí y su capital es Hadiboh. Desde 2008 se encuentra en la lista del Patrimonio de la Humanidad de la Unesco.

## Geografía
El archipiélago consiste en una isla montañosa principal, Socotora (3625 km²) y tres islas más pequeñas, Abd al Kuri (133 km²) y el par compuesto por Samhah (40 km²) y Darsah (16 km²), conocidas colectivamente como «Los Hermanos», además de otros islotes deshabitados.
Abd al Kuri y Samhah suman una población de unos pocos cientos de personas, mientras que Darsah está deshabitada. La principal ciudad es Hadiboh (8545 habitantes en 2004). Desde 2013 es parte de la gobernación de Socotra, anteriormente perteneció a la gobernación de Adén (1967-2004), y a la gobernación de Hadramaut (2004-2013). 
Socotora es una de las islas de origen continental más aisladas del mundo. Probablemente se separó de África, al formarse el actual canal Guardafui, a causa de una falla durante el Plioceno medio, en el mismo conjunto de eventos que abrió el golfo de Adén hacia el noroeste. El largo aislamiento geológico del archipiélago y el intenso calor y falta de agua se han combinado para dar lugar a una interesante flora endémica que es muy vulnerable a los cambios; al menos un tercio de las 800 plantas que se encuentran en Socotora son endémicas. 
Los botánicos sitúan su flora entre las diez que más peligro de desaparición corren en el mundo. Una de las plantas más extrañas de Socotra es el Dracaena cinnabari, un árbol de extraña apariencia con forma de paraguas. Su savia, de color rojo, era buscada en la Antigüedad para ser usada como medicina o tinte.
Al igual que ocurre con otras islas aisladas, los murciélagos son los únicos mamíferos nativos de la isla. Como contraste, la diversidad marina es muy grande, y se caracteriza por la presencia de especies originarias de las regiones biológicas próximas, el océano Índico al este y el mar Rojo al noroeste.
La mayoría de los habitantes de la isla vive todavía sin electricidad, agua corriente o carreteras pavimentadas. A finales de la década de 1990 se desarrolló un Programa de Naciones Unidas para el Desarrollo dedicado a la isla. Los habitantes de Socotra crían ganado y cabras. En las islas se habla un idioma semítico propio, el socotrí, que está relacionado con otros idiomas de la península arábiga como el mahri y el dhofari o jibali.

### Clima
El clima en general es desértico tropical, con pocas lluvias, concentradas en el invierno y más abundantes a mayor altura que en las zonas costeras. Socotora tiene tres tipos de terrenos principalmente: estrechas planicies costeras, una meseta de piedra caliza con cuevas kársticas y los montes Haghier. El clima es árido y semiárido tropical monzónico (Clasificación climática de Köppen: BWh y BSh), de junio a septiembre tradicionalmente la isla era inaccesible a causa de los fuertes vientos y el mal oleaje. La construcción del aeropuerto de la isla en julio de 1999 ha permitido el acceso a Socotra durante todo el año. 
| Parámetros climáticos promedio de Socotra                 | Parámetros climáticos promedio de Socotra | Parámetros climáticos promedio de Socotra | Parámetros climáticos promedio de Socotra | Parámetros climáticos promedio de Socotra | Parámetros climáticos promedio de Socotra | Parámetros climáticos promedio de Socotra | Parámetros climáticos promedio de Socotra | Parámetros climáticos promedio de Socotra | Parámetros climáticos promedio de Socotra | Parámetros climáticos promedio de Socotra | Parámetros climáticos promedio de Socotra | Parámetros climáticos promedio de Socotra | Parámetros climáticos promedio de Socotra |
| Mes                                                       | Ene.                                      | Feb.                                      | Mar.                                      | Abr.                                      | May.                                      | Jun.                                      | Jul.                                      | Ago.                                      | Sep.                                      | Oct.                                      | Nov.                                      | Dic.                                      | Anual                                     |
| --------------------------------------------------------- | ----------------------------------------- | ----------------------------------------- | ----------------------------------------- | ----------------------------------------- | ----------------------------------------- | ----------------------------------------- | ----------------------------------------- | ----------------------------------------- | ----------------------------------------- | ----------------------------------------- | ----------------------------------------- | ----------------------------------------- | ----------------------------------------- |
| Temp. máx. media (°C)                                     | 27.2                                      | 28.5                                      | 30.5                                      | 32.7                                      | 34.2                                      | 33.9                                      | 32.0                                      | 32.3                                      | 32.7                                      | 31.4                                      | 29.8                                      | 28.0                                      | 31.1                                      |
| Temp. media (°C)                                          | 22.0                                      | 23.4                                      | 25.1                                      | 27.5                                      | 28.9                                      | 29.0                                      | 27.6                                      | 27.5                                      | 27.6                                      | 26.0                                      | 24.2                                      | 22.7                                      | 26                                        |
| Temp. mín. media (°C)                                     | 16.8                                      | 18.3                                      | 19.8                                      | 22.2                                      | 23.7                                      | 24.1                                      | 23.2                                      | 22.8                                      | 22.6                                      | 20.6                                      | 18.7                                      | 17.5                                      | 20.9                                      |
| Lluvias (mm)                                              | 23                                        | 18                                        | 14                                        | 22                                        | 37                                        | 18                                        | 12                                        | 15                                        | 27                                        | 38                                        | 18                                        | 16                                        | 258                                       |
| Días de lluvias (≥ 0.0 mm)                                | 2.0                                       | 2.0                                       | 2.1                                       | 3.4                                       | 4.1                                       | 6.0                                       | 9.7                                       | 9.3                                       | 4.9                                       | 3.2                                       | 3.0                                       | 3.0                                       | 52.7                                      |
| Humedad relativa (%)                                      | 20                                        | 21                                        | 24                                        | 27                                        | 29                                        | 29                                        | 28                                        | 27                                        | 27                                        | 25                                        | 22                                        | 21                                        | 25                                        |
| Fuente: Climatic Research Unit, University of East Anglia |                                           |                                           |                                           |                                           |                                           |                                           |                                           |                                           |                                           |                                           |                                           |                                           |                                           |

## Historia
Socotra aparece como Dioskouridou (en alusión a Dioscúrides) en una ayuda a la navegación, el Periplo por el Mar Eritreo, del siglo I d. C. En las notas de la traducción que del mismo hiciera George Wynn Brereton Huntingford, remarca que el nombre de Socotora no es de origen griego, sino que procede del sánscrito Dvipa Sukhadhara ("isla de la felicidad").  

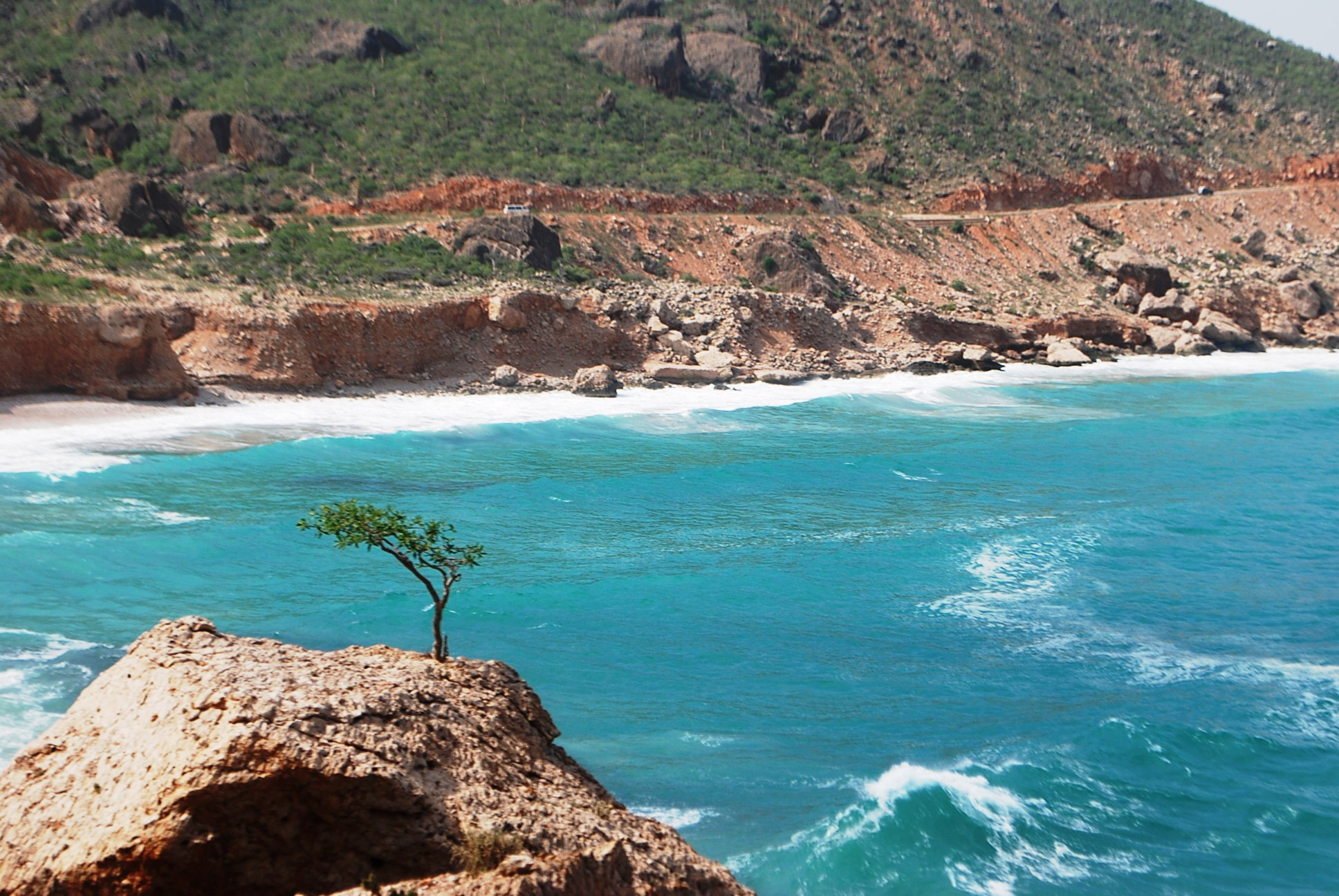
Litoral de la isla de Socotora.

Si bien existe una leyenda que relata una conquista de la isla por Alejandro Magno, en busca de aloes curativos, la realidad es que los primeros ptolomeos, soberanos griegos de Egipto en la época helenística (siglos IV a I a. C.) exploraron las costas a ambos lados del mar Rojo, cartografiándolas y fundando factorías comerciales en los litorales africanos (en las actuales Eritrea y Somalia), descartando las árabes por ser desiertas, desde las que iniciaron un comercio regular con India, de donde traían perfumes, perlas y otros productos exóticos muy apreciados por la alta sociedad.  
Un navío alejandrino en una de esas rutas descubrió la isla en tiempos de Ptolomeo XI, en el año 80 a. C.. Socotora fue así colonizada por mercaderes y negociantes, convirtiéndose en la principal escala de la ruta hacia India. Una tradición local cuenta que los habitantes fueron convertidos al cristianismo por el propio apóstol Tomás en el año 52 d. C. En el siglo X, el geógrafo árabe Abu Zaid Hassan comentó que la mayoría de los habitantes de las islas eran cristianos nestorianos. 
El explorador portugués Tristán de Acuña desembarcó en las islas a comienzos del siglo XVI y consideró a Socotra conquistada por Portugal. En aquel tiempo el cristianismo ya había desaparecido de las islas sustituido por el Islam, excepto por unas cruces de piedra que Álvares dijo que la gente adoraba. Sin embargo, durante una visita a la isla por parte del jesuita San Francisco Javier, este todavía encontró un grupo de personas que declaraban ser los descendientes de los convertidos por el apóstol Santo Tomás ("cristianos de Santo Tomás" es un nombre dado muchas veces a los cristianos nestorianos). 
Las islas pasaron a estar bajo el control de los sultanes Mahra en 1511 hasta que pasaron a ser un protectorado británico en 1886 debido a su posición estratégica, controlando el golfo de Adén. Con la independencia de Yemen del Sur en 1967, las islas pasaron a su soberanía.
El 29 de enero de 2018, el liderazgo local del Consejo de Transición del Sur en el archipiélago declaró su apoyo al CTS durante las luchas de este último y el gobierno de Hadi en Adén y sus alrededores (ambas facciones habían sido aliadas anteriormente).
Después de que los Emiratos Árabes Unidos desplegaran sus tropas en la isla como parte de la intervención liderada por Arabia Saudita en Yemen, algunas facciones políticas yemeníes acusaron a los Emiratos Árabes de saquear, alegando que las fuerzas emirianas habían devastado la flora de la isla.
El 30 de abril de 2018, los EAU desplegaron más de 100 soldados en la isla, tomando las instalaciones clave como el aeropuerto de Socotra además de levantar la bandera de los Emiratos Árabes Unidos junto a la bandera de Yemen. Algunos funcionarios yemeníes declararon que "los vuelos de carga emiratíes han descargado tanques, transportes blindados y equipo pesado en Socotra".
El 14 de mayo de 2018, se desplegaron también tropas sauditas en la isla y se negoció un acuerdo entre los Emiratos Árabes Unidos y Yemen para un ejercicio conjunto de entrenamiento militar y el regreso del control administrativo del aeropuerto y puerto de Socotra a Yemen.
En mayo de 2019, el gobierno yemení acusó a los Emiratos Árabes Unidos de desembarcar alrededor de 100 tropas separatistas en Socotra, lo que los Emiratos Árabes Unidos negaron, profundizando una brecha entre los dos aliados nominales en la guerra civil de Yemen.
En febrero de 2020, un regimiento del ejército yemení estacionado en Socotra se rebeló y prometió lealtad al Consejo de Transición del Sur separatista respaldado por los Emiratos Árabes Unidos en Socotra, renunciando al gobierno de Abd Rabbuh Mansur al-Hadi respaldado por la ONU.

## Patrimonio de la Humanidad
El archipiélago es una ecorregión definida por la WWF, matorral xerófilo de Socotra, parte de la ecozona afrotropical. Es considerada un excelente ejemplo de diversidad biológica. Debido al largo aislamiento geológico del archipiélago, junto con el fuerte calor y la sequía, se ha creado una espectacular flora endémica que es vulnerable a las especies introducidas (como las cabras) y al cambio climático. 
Las investigaciones han revelado que unas 300 de sus 800 especies de plantas, 90 % de sus reptiles y casi todos sus caracoles son endémicos. Los botánicos consideran la flora de Socotra entre las diez floras isleñas más amenazadas en el mundo.
La formación vegetal más sorprendente de la isla se encuentra en los acantilados, al pie de las montañas. La vegetación allí está dominada visualmente por el árbol de pepino, Dendrosicyos socotrana, una subespecie de la rosa del desierto, Adenium obesum subsp. socotranum y Euphorbia arbuscula. 
Más arriba, en las montañas, domina la dragonera de Socotora o árbol de la sangre del dragón (Dracaena cinnabari), con una copa en forma de paraguas. Su resina, la sangre de drago, se utiliza como tinte desde la antigüedad. También se encuentra en el archipiélago Dorstenia gigas, una Moraceae paquicaule.
En julio de 2008 la Unesco la reconoció como Patrimonio Natural de la Humanidad.